# Dacheinsturz auf der Kattowitzer Messe
Koordinaten: 50° 17′ 20,3″ N, 19° 0′ 13,3″ O

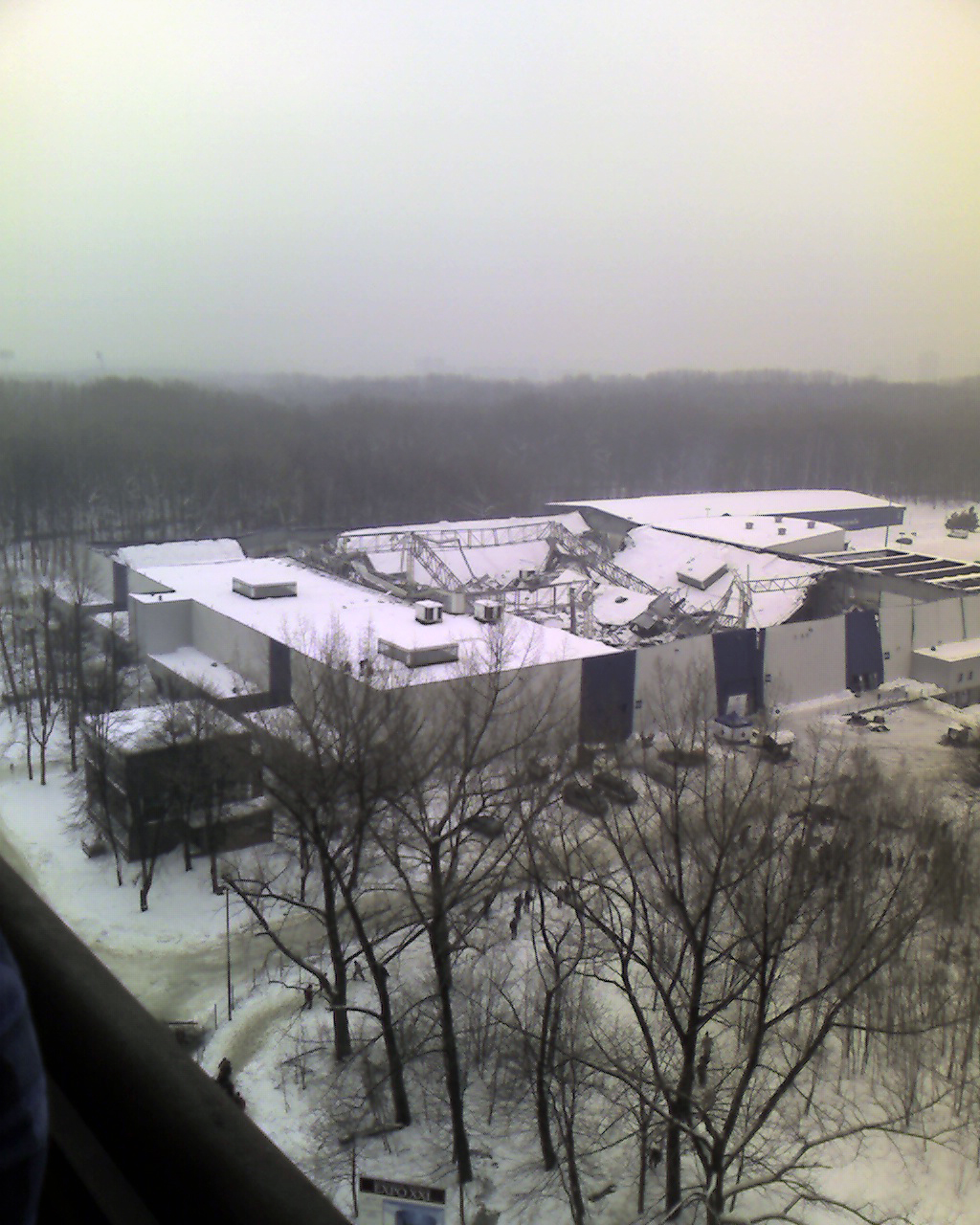
Die Halle nach dem Einsturz des Dachs

Der Einsturz eines Daches auf dem Messegelände Kattowitz am 28. Januar 2006 war die bisher schwerste Katastrophe dieser Art in Polen. Insgesamt wurden dabei 65 Menschen getötet und 170 verletzt. Zahlreiche Todesopfer wurden nicht unmittelbar durch den Einsturz getötet, sondern erfroren oder erlagen ihren Verletzungen, da sie bei eisigen Temperaturen nicht rechtzeitig aus den Trümmern gerettet werden konnten.

## Ablauf
Der erste Teil des Hallenflachdaches stürzte um 17:14 Uhr inmitten des Gebäudes ein. Zur Zeit des Unglücks besuchten etwa 700 Menschen die Taubenzüchterausstellung Gołąb 2006 (dt. Taube 2006), die jährlich mehr als 12.000 Besucher anzieht. Unter den Ausstellern und Besuchern waren auch viele Ausländer, unter anderem aus Deutschland, Belgien, Tschechien und der Ukraine.
Ein weiterer Teil des beschädigten Gebäudes brach gegen 19:00 Uhr zusammen, als bereits Rettungsarbeiten erfolgten. Zudem wurde die Rettung der Verschütteten durch die Dunkelheit erschwert. Aus den Städten der Umgebung, aus der Woiwodschaft Kleinpolen und aus dem Ausland (beispielsweise Deutschland) kamen insgesamt 1.300 Helfer sowie Spezialkräfte mit Sonargeräten und Rettungshunden zum Unglücksort. Viele der Verschütteten hatten noch über das Handy Kontakt nach außen. Es konnten etwa 160 Menschen aus den Trümmern gerettet werden, jedoch wurden nach 22:00 Uhr nur noch Tote geborgen. Die Überlebenschancen wurden nach Mitternacht wegen der Kälte als gering eingeschätzt, da in der Nacht die Temperaturen auf −17 °C absanken.
In 16 Krankenhäusern der Umgebung wurden 144 Menschen eingeliefert, unter ihnen auch 13 Ausländer aus Deutschland, Belgien, Tschechien, der Slowakei und den Niederlanden. Zunächst wurde nur mit leichtem Gerät nach Überlebenden gesucht, um die Eingeschlossenen nicht zu verletzen, wobei insgesamt 62 Tote geborgen wurden, darunter auch zwei Kinder und fünf Ausländer. Diese Arbeiten wurden am späten Nachmittag des 29. Januar beendet, da nicht mehr davon auszugehen war, dass bei andauernden, zweistelligen Minustemperaturen und fast 24 Stunden nach dem Unglück noch Überlebende zu retten seien. Die Feuerwehr berichtete, dass keine Opfer mehr in der Hallenruine seien. Die Halle sollte noch am selben Tag mit schwerem Gerät freigeräumt werden, die Arbeiten wurden aber nicht aufgenommen, da das Gelände nochmals nach Verschütteten abgesucht wurde. Daraufhin wurden am 31. Januar drei weitere Leichen gefunden. Am 3. Februar wurde mit dem Abtragen der Messehalle begonnen und noch ein weiteres Todesopfer geborgen. Die Zahl der Toten wurde während der Rettungsarbeiten mit 67 zu hoch angegeben, da die Listen in den vielen Krankenhäusern teilweise Fehler enthielten.
Nach Angaben des Auswärtigen Amtes kamen zwei Deutsche ums Leben, vier Bundesbürger wurden verletzt. Außerdem wurden Leichen von zwei Tschechen, zwei Slowaken sowie einem Belgier und einem Niederländer geborgen.

## Reaktionen und Ermittlungen
Polens Premierminister Kazimierz Marcinkiewicz begab sich noch am Abend der Katastrophe nach Chorzów und nahm am Sonntag, den 29. Januar um 10:30 Uhr an einem Gottesdienst in der Christkönigskathedrale in Kattowitz teil. Angesichts der Katastrophe, die das schwerste Unglück dieser Art in der Geschichte Polens darstellt, wurde von Präsident Lech Kaczyński, der später auch am Unglücksort eintraf, bis zum 1. Februar Staatstrauer angeordnet. Es trafen außerdem Andrzej Urbański, der Minister der Präsidentenkanzlei, sowie Gesundheitsminister Zbigniew Religa ein, der sich in den nahegelegenen Krankenhäusern ein Bild von der Lage machte.
Ursache für den Einsturz der 100 × 150 m großen Messehalle sollen laut Behördenangaben schwere Schnee- und Eismassen auf dem Dach des Gebäudes gewesen sein. Tatsächlich bedeckte eine etwa 50 cm dicke, vereiste Schneeschicht das Dach der erst sechs Jahre alten Halle. Laut Betreiber wurde der Schnee jedoch regelmäßig geräumt, was in Polen nach mehreren schneelastbedingten Dacheinstürzen, wie dem der Eislaufhalle Bad Reichenhall, angeordnet wurde.
Es wird aber auch angenommen, dass Baumängel oder mangelnde Wartung den Einsturz verursacht hätten und der Schnee nur ein Auslöser der Katastrophe war, zumal der Architekt der Messehalle, Jacek Jasiński, nicht im Besitz einer Zulassung war und deshalb der Entwurf von einem anderen Architekten unterzeichnet wurde. Tatsächlich ermittelte die Staatsanwaltschaft, dass die Halle bereits im Jahre 2002 Mängel aufwies und der Schnee nur teilweise geräumt wurde, sodass ein Gewicht von rund 2.500 Tonnen das Dach belastete. Der starke Frost der letzten Wochen und Eindringen von Feuchtigkeit, aber auch etwaige Bergschäden könnten die Stabilität des Stahlskelettbaus beeinträchtigt haben. Überlebende sprechen von schweren Sicherheitsmängeln sowie verschlossenen Notausgängen, da nur zwei Notausgänge geöffnet waren, was später bestätigt wurde.
Kazimierz Marcinkiewicz kündigte eine Änderung von Vorschriften sowie schärfere Kontrollen an. Eine landesweite Untersuchung von Großhallen mit Flachdächern soll erfolgen.
Am 20. Mai 2009 wurde in Kattowitz der Prozess gegen 11 Personen eröffnet.